# Kursächsische Postmeilensäule Bautzen
Die denkmalgeschützte kursächsische Postmeilensäule Bautzen gehört zu den Postmeilensäulen, die im Auftrag des Kurfürsten Friedrich August I. von Sachsen durch den Land- und Grenzkommissar Adam Friedrich Zürner in der ersten Hälfte des 18. Jahrhunderts im Kurfürstentum Sachsen errichtet worden sind. Es handelt sich um eine unvollständige Ganzmeilensäule. Sie befindet sich an der Ecke Kornmarkt/Rosenstraße, unweit vom Reichenturm in der Kreisstadt Bautzen.

## Geschichte
Die Säule gehörte zur Poststraße im Zuge der Hohen Straße zwischen Kamenz und Bautzen und hatte ihren Originalstandort im Ortsteil Schmole. Sie trägt die Jahreszahl 1725 und die Reihennummer 76. Die Säule wurde unsachgemäß restauriert, was die Ergänzung der fehlenden Teile Sockel und Spitze betrifft. Das Reststück der Säule wurde 1936 in einer Grenzmauer des Grundstücks Gerberstraße 19 (Nikolaistufen) gefunden. Am 27. Oktober 1957 erfolgte die Wiederaufstellung der mit einem vereinfachten Sockel und durch ein zu kurzes Kopfstück, ohne die Initialen AR [= Augustus Rex], ergänzten Säule in der Nähe des Stadtzentrums am Kornmarkt von Bautzen.

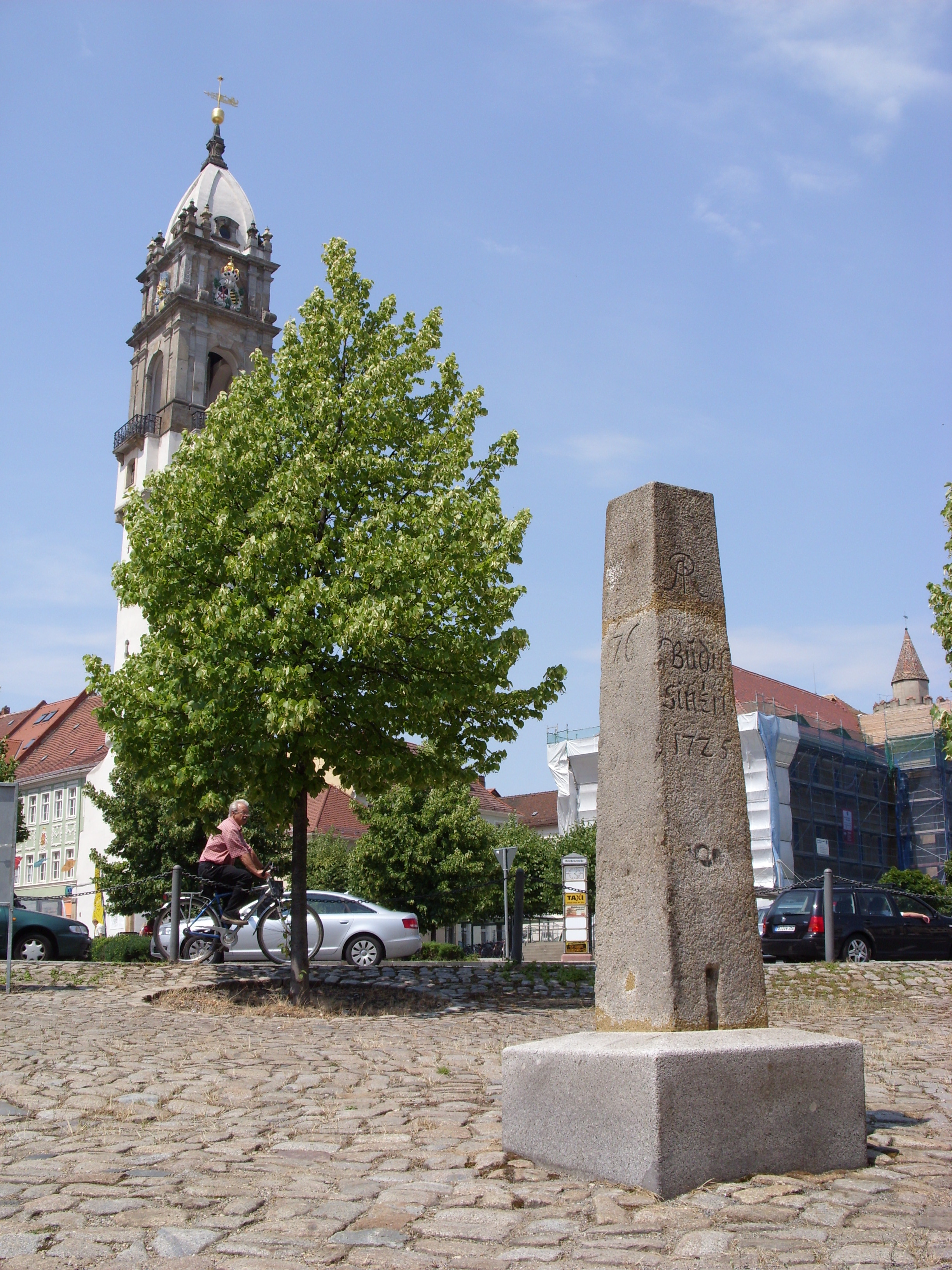
Ansicht von Westen, im Hintergrund der Reichenturm
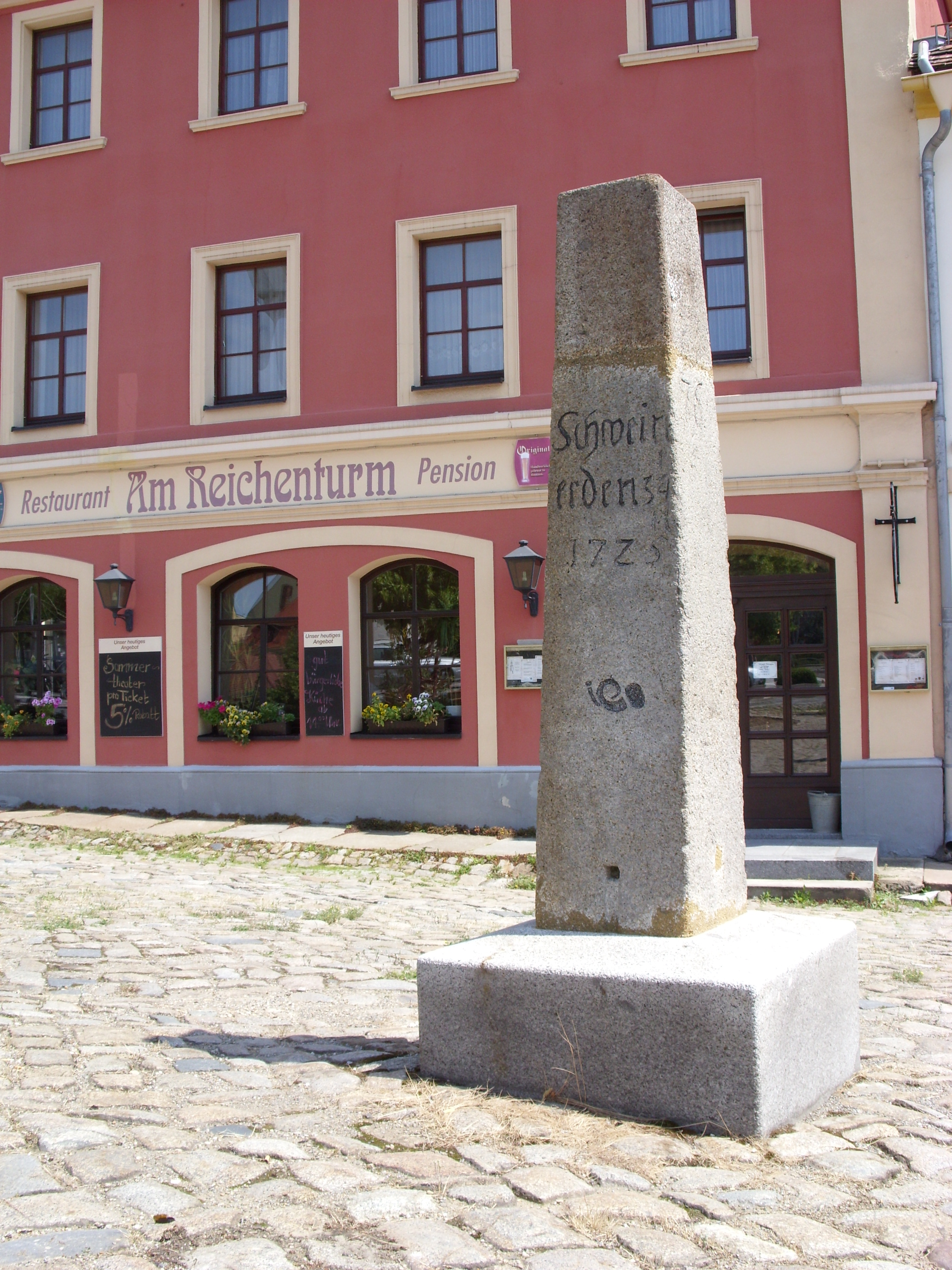
Ansicht von Osten mit Entfernungsangabe zur Poststation Schweinerden (bei Panschwitz)
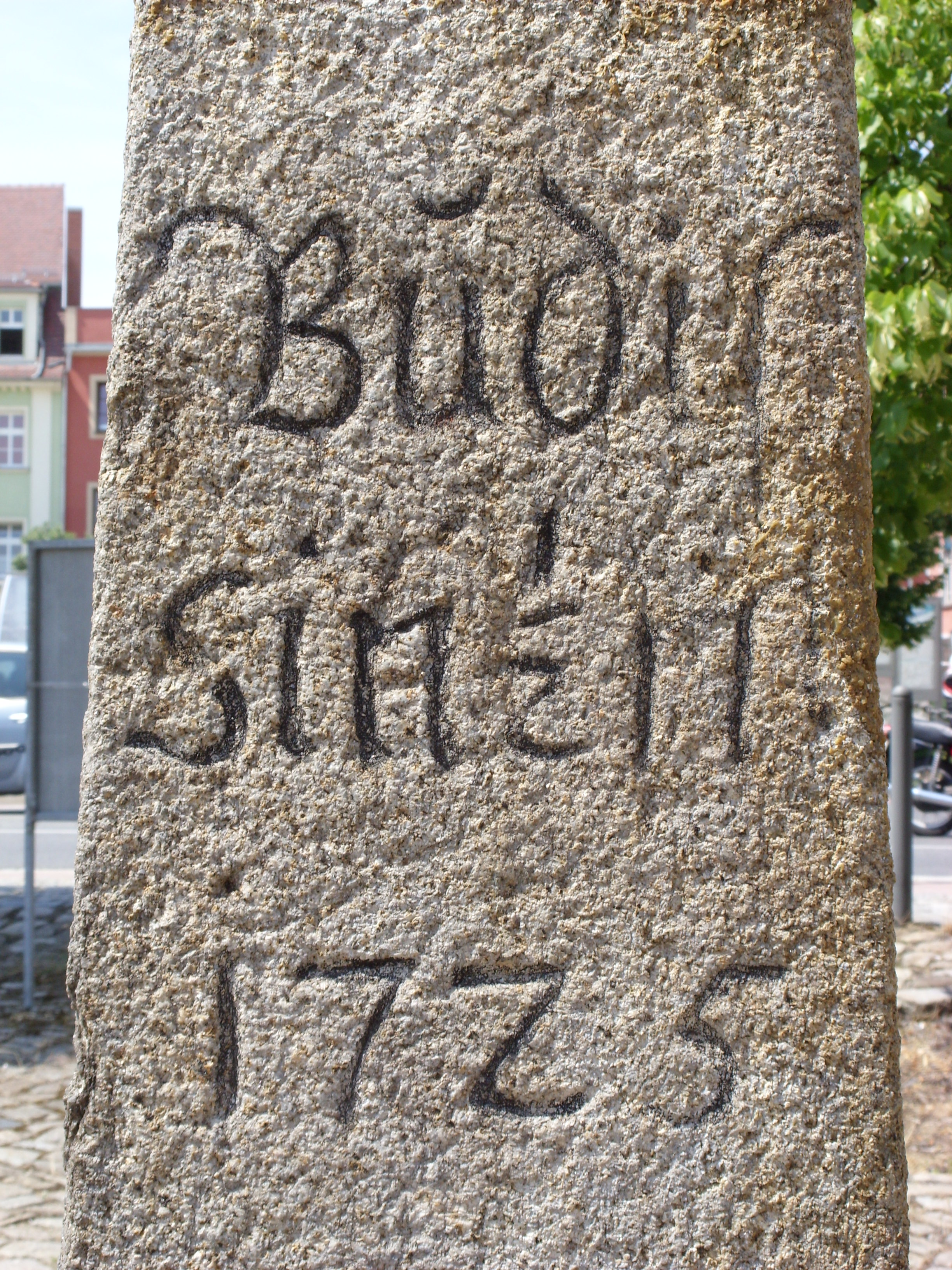
Inschriftendetail mit Entfernungsangabe nach Bautzen (Budissin)